# Antonio Ferrara
Pour les articles homonymes, voir Ferrara.
Ne doit pas être confondu avec António Ferreira (poète).
Le texte peut changer fréquemment, n’est peut-être pas à jour et peut manquer de recul. 
Le titre et la description de l'acte concerné reposent sur la qualification juridique retenue lors de la rédaction de l'article et peuvent évoluer en même temps que celle-ci.
Antonio Ferrara dit « Nino » ou « Succo », surnommé « le roi de la belle », né le 12 octobre 1973 à Cassino en Italie, est une figure du grand banditisme français ayant réalisé des attaques de fourgons blindés à l'explosif. Fiché au grand banditisme depuis le milieu des années 1990, condamné pour une tentative de meurtre en    1996 et des braquages, il est surtout connu pour sa spectaculaire évasion de la prison de Fresnes dans le Val-de-Marne, le 12 mars 2003.  

## Biographie

### Origines
Né dans une famille modeste le 12 octobre 1973 en Italie, à Cassino à 130 kilomètres au sud-est de Rome, ses parents émigrent en France avec ses six frères et sœurs en 1983 ; Antonio Ferrara a alors dix ans et il grandit à Choisy-le-Roi (Cité Gabriel) dans le Val-de-Marne, en banlieue parisienne. Comme le dira plus tard l'un de ses avocats, le jeune Antonio Ferrara bascule dans la délinquance vers l'âge de 18 ans par « manque de perspective(s) » pour l'avenir, par « manque de diplôme(s) », mais également parce qu'il a toujours des « difficultés à maîtriser la langue française » après son arrivée en France.
Son père, qui travaillait comme carrossier chez Fiat en Italie puis à son compte, devient en France vendeur ambulant de sandwichs et de pizzas tandis que sa mère est femme de ménage. Le responsable de la section d'éducation spécialisée de son collège se souvient « d'un jeune souriant, poli, mais qui jouait déjà les petits caïds ». Antonio Ferrara quitte l'école à 16 ans et travaille comme plombier (pendant un mois), puis comme nettoyeur de trains (moins de deux mois) et enfin comme serveur (deux mois).

### Membre du grand banditisme et première cavale
En 1994 à 21 ans, il est condamné pour la première fois pour deux «outrages et rébellion». Il écope de quelques mois de prison avec sursis mais ne respecte pas les obligations assorties à son contrôle judiciaire.
Antonio Ferrara tombe relativement vite dans le grand banditisme. En 1998, il est arrêté mais s'évade pour la première fois, en profitant d'un transfert à l'hôpital de Corbeil-Essonnes. Sa cavale dure 4 ans jusqu'au 13 juillet 2002 et il est impliqué dans plusieurs affaires criminelles au cours de celle-ci.
Il est connu pour ses compétences en explosif  et sa technique dite « de la parabole » au moyen d'un cadre supportant l'explosif, utilisée principalement sur les fourgons blindés. Il est en relation avec le milieu corse (notamment avec Joseph Menconi) et peut-être avec les frères Hornec.

### Évasion de Fresnes
Le 12 mars 2003, Ferrara est incarcéré à la prison de Fresnes depuis le 13 juillet 2002, date à laquelle il avait été arrêté après quatre années de cavale. Dans la nuit, vers 4 h 15 du matin, un commando d'une dizaine d'hommes portant blousons et brassards fluorescents de policier, cagoulés et lourdement armés (revolver, fusil d'assaut, Kalachnikov et lance-roquette) et très bien organisé attaque la maison d’arrêt de Fresnes à l’explosif pour le délivrer. L'évasion de Ferrara est très bien préparée : ce dernier fait tout pour se retrouver au « mitard » de la prison, l'endroit le plus efficace pour l'opération d'évasion. Il refuse donc une fouille à la sortie d'un parloir, et de cette manière, se retrouve au quartier disciplinaire proche de la porte arrière de la maison d’arrêt. En milieu de nuit, ses complices incendient des voitures en banlieue pour occuper les pompiers et les forces de l'ordre. Lors de l'attaque, de nuit, les gardiens, dépassés, réagissent à peine depuis un mirador, attaqué au fusil d'assaut AK-47 et l’opération, qui a duré 10 min, est un succès. Le commando fait sauter deux portes blindées successives, à l'explosif et au lance-roquettes, tandis que Ferrara fait exploser lui-même les grilles de sa cellule grâce à des explosifs fournis par ses complices. Ferrara fuit pour le sud de la France tandis que dans les mois qui suivent, quatorze auteurs et complices sont arrêtés, dont des bandits corses, comme Dominique Battini.

### Arrestation et vie en détention

#### Fin de cavale
Il est, jusqu'à son arrestation, la priorité numéro 2, après Yvan Colonna, de Nicolas Sarkozy, alors ministre de l'Intérieur.
En début de soirée du 10 juillet 2003, il est localisé dans un bar du XIIe arrondissement (le Peanut's Café au 102 rue de Bercy) avec deux pointures du grand banditisme, Malek Bouabbas et Hamid Hakkar, qui est en cavale depuis 1998 après son évasion de la prison de Villepinte. Ferrara a changé son apparence physique : il est aminci, porte un fin filet de barbe « à la d'Artagnan », a les cheveux décolorés et le nez refait. C'est l'OCRB (Office central pour la répression du banditisme) et la BRB (Brigade de répression du banditisme) qui mènent l'opération d'arrestation. Quarante policiers issus de ces deux services sont mobilisés pour cette arrestation. Ferrara, armé et détenteur de faux-papiers d'identité, est maîtrisé par deux enquêteurs  avant d'avoir le temps de peut-être dégainer.
Mis en examen pour « évasion avec usage d'armes et d'explosifs », « infraction à la législation sur les armes », « complicité de tentative d'homicides volontaires avec préméditation à la fois sur des surveillants pénitentiaires et sur des fonctionnaires de police », « destruction de biens avec explosifs en bande organisée », « association de malfaiteurs » et « détention de faux documents administratifs », il est incarcéré à la prison de Fleury-Mérogis. Il est aussi mis en examen pour « port et transport d'armes de première catégorie », dans le cadre de son arrestation.
Après son arrestation, il est placé à l'isolement et est jugé à partir du début de l'année 2006. En prison, il est régulièrement changé de cellule.

#### Le temps des procès

##### Procès de sa première évasion
En 2003, il est condamné en appel à 5 ans de prison pour son évasion de 1998.

##### Procès pour le braquage de l'agence de la Société Générale de Soisy sur Seine et du Crédit Mutuel de Yerres
Antonio Ferrara comparaît le 21 et le 22 janvier 2003 devant la cour d'assises de l'Essonne pour deux attaques à main armée commises coup sur coup à la Société générale de Soisy-sur-Seine le 10 avril 1997, puis au Crédit mutuel de Yerres le 27 du même mois. Il est condamné à 8 ans de prison pour le braquage de l'agence de la Société Générale et acquitté pour l'autre,.

##### Procès pour un règlement de comptes en 1996
En mai 2004, il est jugé par la cour d'assises du Val-de-Marne pour une tentative de meurtre commise à l'hôtel Ibis de Créteil le 9 novembre 1996. À la suite d'un différend concernant des stupéfiants, Ferrara, ivre, a agressé très violemment Fabrice Coly. Il lui a notamment tiré à l'abdomen au fusil à plomb. Il est reconnu coupable et est condamné à 12 ans de prison,.
Jugé en appel en mars 2005 par la cour d'assises de Paris, Antonio Ferrara est finalement condamné à 8 ans de prison.

##### Procès de l'attaque du bureau de poste de Joinville-le-Pont
Le 6 février 2006 s'ouvre le procès de Antonio Ferrara devant la cour d'assises du Val-de-Marne. Il est poursuivi pour l'attaque à main armée du bureau de poste de Joinville-le-Pont en juillet 1999 avec son complice Bilel Moujdin. Lors du procès, son avocat estime pourtant qu'« il n'y a rien dans ce dossier ». Il fait valoir qu'aucune confrontation n'a été réalisée et que les 25 agents de la poste séquestrés n'ont pas reconnu son client. Le 7 février, ceux-ci expliquent que les agresseurs sont la plupart du temps cagoulés. Les deux automobilistes pris ensuite en otage par Ferrara ne l'ont pas non plus reconnu à l'audience. « Vous n'avez absolument aucune preuve contre Ferrara, le plus petit doute que vous avez doit bénéficier à l'accusé », conclut l'avocat devant la Cour. Le 9 février, Antonio Ferrara est reconnu coupable de « vol avec arme », « séquestrations », « prises d'otages » et de trois des quatre « tentatives d'homicides volontaires sur policiers », dont il est accusé. Il est donc condamné à 15 années de réclusion criminelle. Ferrara, à l'énoncé du verdict, se montre détendu et souriant. Au moins 20 années de réclusion criminelle avaient été requises à son encontre. « Ils ont bâclé un dossier (…) je ne suis pas coupable dans cette affaire » avait-il déclaré à l'issue de la plaidoirie de la défense. Antonio Ferrara a été acquitté le 16 mai 2012 en appel par la cour d'assises de Paris.

##### Procès de l'attaque d'un fourgon de la Brink's à Paris - Porte de Gentilly
Condamné en première instance aux côtés de Joseph Menconi à onze années de réclusion criminelle pour avoir participé au braquage d'un fourgon de la Brink's le 26 décembre 2000 à Gentilly (Val-de-Marne), Antonio Ferrara est acquitté en appel par la cour d'assises de l'Essonne le 9 avril 2009. Les deux hommes ont toujours nié leur participation aux faits,.

##### Procès de son évasion de la prison de Fresnes
Le procès en cour d’assises de son évasion de Fresnes s'ouvre sous haute surveillance le 2 octobre 2008. Il est marqué par un incident le 6 novembre : une explosion de violence secoue le box des accusés qui tentent par ce stratagème de faire renvoyer le procès. Dans la nuit du 14 au 15 décembre 2008, Antonio Ferrara, 35 ans, est condamné à 17 ans de réclusion criminelle pour sa spectaculaire évasion de la prison de Fresnes du 12 mars 2003. Vingt années de réclusion criminelle avaient été requises contre Ferrara, qui n'était pas présent au verdict. Plusieurs complices sont également condamnés dont un ancien surveillant de la prison de Fresnes, reconnu coupable de complicité dans l’évasion qui est condamné à 12 ans de réclusion criminelle par la Cour d’assises de Paris et placé en détention.
Quant à Karim Achoui, ancien avocat de Ferrara, il est condamné à sept ans d'emprisonnement pour complicité et son placement en détention a été ordonné,. En appel, Karim Achoui est relaxé tandis que Ferrara est condamné à une peine de 12 ans.

##### Procès du braquage d'un fourgon de la Valiance à Toulouse
Le 23 novembre 2001, un fourgon blindé de transport de fonds de la société Valiance avait été attaqué à Toulouse, dans le quartier des Minimes, par un commando de huit à dix personnes équipées de Kalachnikov et de Famas[réf. nécessaire], des armes de guerre, alors qu'il revenait de la Banque de France. L'un des assaillants avait été blessé tandis que le chauffeur du fourgon était parvenu à se défaire des cales installées par les agresseurs pour prendre la fuite. Le 10 décembre 2009, la cour d'assises de Paris a acquitté Antonio Ferrara et huit de ses coaccusés, qui étaient jugés pour la tentative d'attaque contre le fourgon blindé de transport de fonds à Toulouse. Lors de sa dernière prise de parole au procès, celui qui est surnommé El niño à cause de sa petite taille (1,65 m), avait clamé son innocence. « Je suis évidemment coupable d'avoir fait un certain nombre de choses dans ma vie et je les ai toujours reconnues. Dans cette affaire, je n'y suis pour rien et je ne paiera pas pour ça. Le dossier est vide, on l'a rempli de fantaisie », avait-il lancé aux jurés.
L'accusation le soupçonnait d'avoir participé à l'attaque et de l'avoir préparée lors d'un déplacement à Toulouse, neuf jours auparavant. « Où sont les preuves, les charges ? Un ticket de Flunch le 14 novembre ? Vous allez envoyer [Antonio Ferrara] dix ou quinze ans en prison pour un café pris à 18 h 34, le 14 novembre, neuf jours avant la tentative ? Alors si c'est ça, la justice s'en va ! Ferrara coupable, c'est de la justice-fiction ! », avait plaidé, son avocat, Me Lionel Moroni.
Le 10 décembre 2009, la cour d'assises de Paris acquitte Antonio Ferrara, ainsi que huit autres accusés.

#### Vie en détention
Placé à l'isolement en 2003, Antonio Ferrara était jusqu'en 2009 à la maison d'arrêt de Fleury-Mérogis, le plus isolé et le plus gardé des quelque 430 prisonniers français soumis à la solitude. Reclus dans une aile de la prison spécialement aménagée à son intention, il est placé sous étroite surveillance. Les cellules voisines sont vides, afin d’empêcher toute rencontre avec d'autres détenus. Il lui est interdit de parler à quiconque, d’étudier ou de travailler. Chaque jour, il change de cellule. Il ne voit pas la lumière du jour (son couloir de promenade, de douze mètres de long, est recouvert d’une double voûte métallique). Il ne peut pas se doucher sans être observé par des hommes vêtus de gilets pare-balles et équipés de bombes lacrymogènes, masques à gaz et Taser. Sa cellule fait l’objet d’une fouille complète quotidienne tandis que lui-même subit une fouille corporelle intégrale.
Le 18 décembre 2009, il est transféré de la prison de Fleury-Mérogis vers celle de Lille-Sequedin dans le Nord où il intègre la partie « maison centrale » de l'établissement. Depuis ce transfèrement à Lille, Antonio Ferrara n'est plus détenu à l'isolement,. Il se marie au cours de sa détention et devient père de deux enfants. Au cours des années qui suivent Antonio Ferrara semble évoluer et adopte un comportement qualifié d'« exemplaire » et d'« apaisé ». Il exerce les fonctions d'auxiliaire-coiffeur et de bibliothécaire au sein de la prison. Le 1er juillet 2018, il se trouve au parloir de la prison de Réau lorsque Redoine Faïd s'évade au même moment. Alors que la situation est trouble au parloir, Antonio Ferrara préfère regagner sa cellule.

### Libération
En France, conformément à l'article 434-31 du Code pénal, les peines infligées pour cause d'évasion ne peuvent être confondues avec la peine que l'évadé subissait ou celle prononcée pour l'infraction à raison de laquelle il était détenu. De ce fait, Antonio Ferrara devait purger sa peine de douze ans de réclusion pour évasion en sus de sa peine pour la tentative d'homicide et les braquages, ce qui ne le rendait pas libérable avant 2028.
En 2018, Antonio Ferrara demande que sa peine pour évasion soit confondue avec les peines qu'il lui reste à subir. Sa demande est rejetée en première instance puis en appel. Il réitère sa demande et elle est finalement acceptée en 2019, ce qui lui permet d'être libérable en 2022. Par conséquent, il bénéficie également de permissions de sortie à partir de 2019[réf. nécessaire].
Après dix neuf ans de détention, Antonio Ferrara quitte la prison de Réau le 8 juillet 2022. Ayant terminé de purger complètement sa peine, sa libération n'est assortie d'aucune condition.
Le jeudi 16 mai 2024 à Villeneuve-Saint-Georges (Val-de-Marne), il a été interpellé et placé en garde à vue pour recel de vol à la suite d'un contrôle routier aléatoire, parce qu'il conduisait un véhicule de location non restitué.
Le jeudi 27 février 2025, il est arrêté  à Eupen en Belgique avec son frère et sept autres personnes à la suite d'une tentative ratée d'une attaque à main armée d'un centre-fort en Allemagne. Lors de l’interpellation, ils ont opposé une forte résistance, entraînant des échanges de tirs.
Antonio Ferrara et plusieurs de ses complices présumés, impliqués dans un projet d’attaque avortée contre un centre-fort en Allemagne, sont actuellement incarcérés en Belgique où ils seront jugés.

### Documentaires télévisés
- « Antonio Ferrara : la grande évasion » le 12 novembre 2008 dans Enquêtes criminelles : le magazine des faits divers sur W9.
- « Antonio Ferrara fait sauter la prison » de Laurent Huberson dans Alerte évasion le 3 et 11 février 2011 sur M6, puis le 30 novembre 2011 sur Paris Première.
- « Antonio Ferrara, la grande évasion » en avril 2012 dans Faites entrer l'accusé présenté par Frédérique Lantieri sur France 2.
- Les Grandes Évasions, Ferrara "l'artificier", Marc Maouad & Roland Sicsic, Maydia Production 2009, Planète+Justice